# حامد العازمي
حامد محمد العازمي (1969 - )؛ وزير التربية والتعليم العالي في الكويت ما بين عامي 2017 - 2019.

## السيرة الذاتية
ولد الدكتور حامد محمد كميخ العازمي في 17 مايو 1969 بالكويت وحصل على البكالوريوس في الهندسة الكهربائية من جامعة واشنطن في سانت لويس سنة 1992، وعلى الماجستير من جامعة واشنطن سانت لويس سنة 1994 وعلى الدكتوراه في هندسة الكمبيوتر من جامعة واشنطن سنة 2000.
عمل أستاذاً في قسم هندسة الكمبيوتر بكلية الهندسة والبترول في جامعة الكويت ، شغل منصب وكيل وزارة التعليم العالي (الكويت) منذ عام 2015. عيًن وزيراً للتربية والتعليم والتعليم العالي عام 2017. و انتهت فترة توليه منصب وزير التربية 2019.